# مدى خطي
في فرع الجبر الخطي من الرياضيات، المدى الخطي لمجموعة من المتجهات في فضاء متجهي هو تقاطع جميع الفضاءات المتجهة الجزئية المحتوية على هذه المجموعة. أي، هو فضاء جميع التركيبات الخطية لمجموعة المتجهات.

## التعريف
إذا كان V فضاء متجهًا على حقل K، المدى لمجموعة S من المتجهات يعرّف بأنه التقاطع W لجميع الفضاءات المتجهة الجزئية التي تحتوي على S. في هذه الحالة نقول أن S مجموعة ممتدة في W.
نستطيع أيضًا تعريف مدى S بأنه مجموعة جميع التركيبات الخطية المنتهية لعناصر S، والذي يتبع من التعريف السابق.
مدى
(S) ={ {\displaystyle \sum _{i=1}^{k}\lambda _{i}v_{i}|\lambda _{i}\in K} }، حيث S={ {\displaystyle v_{1},v_{2},\dots ,v_{k}} }

## أمثلة
الفضاء المتجهي الحقيقي R3 لديه {(2,0,0), (0,1,0), (0,0,1)} كمجموعة ممتدة. في هذه الحالة، هذه المجموعة تكوّن أيضًا قاعدة للفضاء.
مجموعة ممتدة أخرى للفضاء نفسه هي {(1,2,3), (0,1,2), (1,1/2,3-), (1,1,1)}، ولكن في هذه الحالة لا تكوّن قاعدة للفضاء لأنها ليست مستقلة خطيًا.

## نظريات
- أي مجموعة S ممتدة في فضاء متجهي V يجب أن تحوي عدد عناصر على الأقل كعدد العناصر لأي مجموعة مستقلة خطيًا في V.
- ليكن V فضاء متجهًا منتهي الأبعاد. بالإمكان تقليص أي مجموعة تمتد في V إلى قاعدة في V عبر إزالة بعض المتجهات إن وجب. بالمثل، بالإمكان مدّ أي مجموعة مستقلة من المتجهات في V إلى قاعدة عبر إضافة بعض المتجهات إن وجب.

ْْ